# Санакоев, Игорь Викторович
Игорь Викторович Санакоев (осет. Санахъоты Викторы фырт Игор; род. 20 февраля 1947, пос. Аспиндза, Грузинская ССР) — премьер-министр Южной Осетии в 2003—2005 годах.

## Биография
В 1969 году окончил химико-биологический факультет Юго-осетинского государственного педагогического института. В 1984 году окончил Московский институт пищевой промышленности. Работал на нефтебазе и хлебоприемном предприятии Цхинвали, Квайсинском рудоуправлении, Октябрьском пищекомбинате.
С 1998 — на дочерним предприятии Северо-Осетинской таможни — РосТЭКе «Осетия». 17 сентября 2003 года по представлению президента Эдуарда Кокойты утверждён в должность председателя правительства страны. Ушёл в отставку в мае 2005 года.
Женат. Имеет сына и двух внуков.